# Déportations soviétiques depuis l'Estonie
Les déportations soviétiques d'Estonie sont une série de déportations massives menées par l'Union soviétique en Estonie en 1941 et de 1945 à 1951. Les deux plus grandes vagues de déportations se sont produites simultanément en juin 1941 et mars 1949 dans les trois États baltes (Estonie, Lettonie et Lituanie). Les déportations visaient diverses catégories d'éléments anti-soviétiques et « ennemis du peuple »: nationalistes (c'est-à-dire élite politique, officiers militaires, policiers de l'Estonie indépendante), Frères de la forêt, koulaks et autres. Il y eut des expulsions fondées sur la nationalité (Allemands en 1945 et Finnois d'Ingrie en 1947–1950) et la religion (Témoins de Jéhovah en 1951). Les Estoniens résidant dans l'oblast de Léningrad avaient déjà été expulsés depuis 1935,.
Les personnes ont été déportées vers des régions éloignées de l'Union soviétique, principalement vers la Sibérie et le nord du Kazakhstan, au moyen de wagons à bestiaux. Des familles entières, y compris des enfants et des personnes âgées, ont été expulsées sans procès ni annonce préalable. Sur les déportés de mars 1949, plus de 70% des personnes étaient des femmes et des enfants de moins de 16 ans. Environ 7 550 familles, soit 20 600 à 20 700 personnes, ont été expulsées d'Estonie.
Le service estonien de sécurité intérieure a traduit en justice plusieurs anciens organisateurs de ces événements. Les expulsions ont été déclarées à plusieurs reprises comme un crime contre l'humanité par le Parlement d'Estonie et reconnues comme telles par la Cour européenne des droits de l'homme.

## Déportation de juin 1941

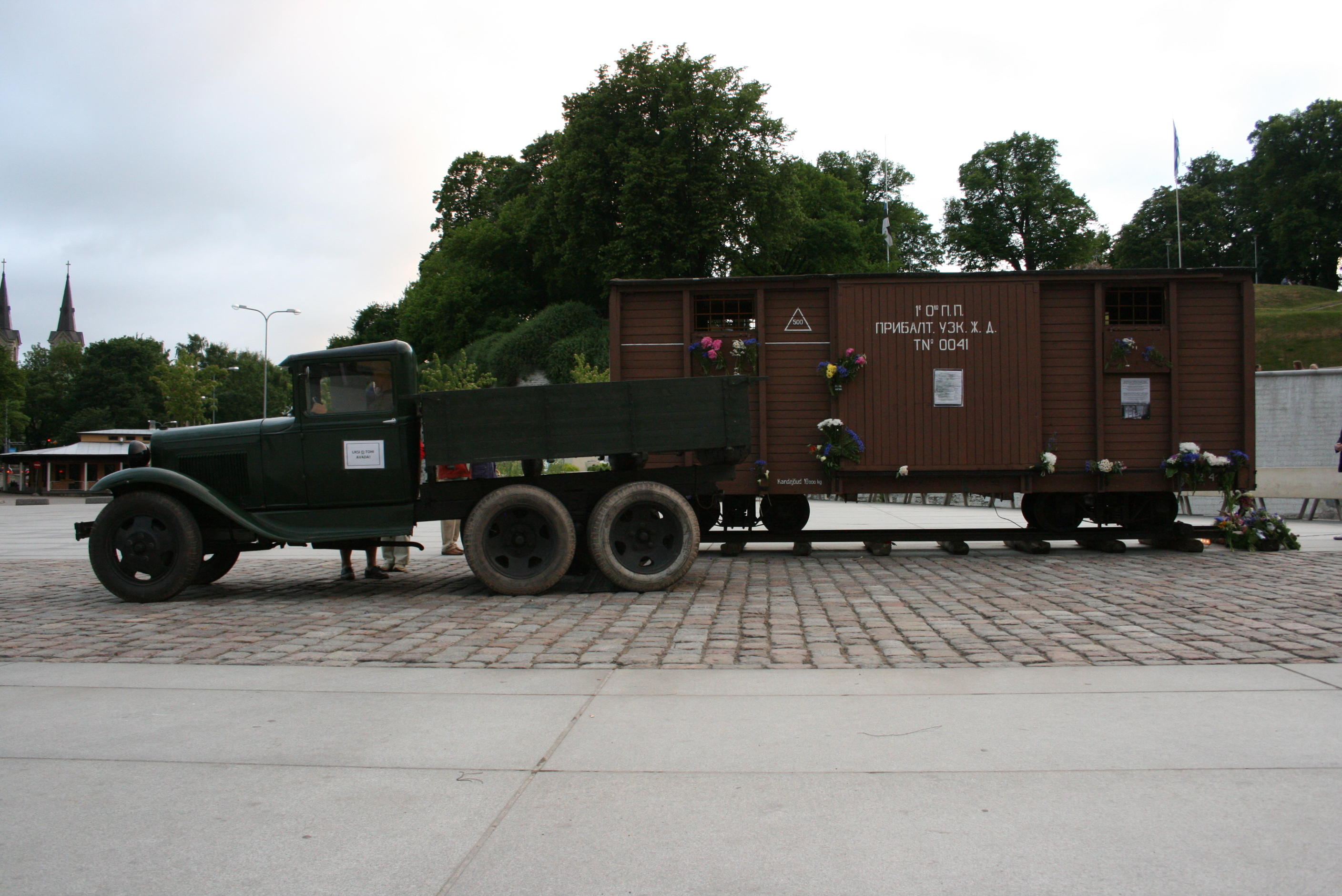
Exposition de véhicules similaires à ceux utilisés lors de la déportation vers la Sibérie en 1941.

En Estonie, ainsi que dans d'autres territoires annexés par l'Union soviétique en 1939-1940, la première expulsion à grande échelle de citoyens ordinaires a été effectuée par le siège opérationnel local du NKGB de la RSS d'Estonie sous Boris Kumm (président), Andres Murro, Aleksei Shkurin, Veniamin Gulst et Rudolf James, selon le décret conjoint top secret « N° 1299-526ss : Directive sur la déportation de l'élément socialement étranger des Républiques baltes, de l'ouest de l'Ukraine, de l'ouest de la Biélorussie et de la Moldavie » par le Comité central du Parti communiste de l'Union soviétique et Conseil des commissaires du peuple de l'Union soviétique du 14 mai 1941 La procédure d'expulsion a été établie par les instructions de Serov.
Les premières répressions en Estonie ont affecté l'élite nationale estonienne. Le 17 juillet 1940, le commandant en chef des forces armées Johan Laidoner (décédé en 1953 à la prison de Vladimir) et sa famille, et le 30 juillet 1940, le président Konstantin Päts (décédé en 1956 dans l'oblast de Kalinin) et sa famille ont été déportés à Penza et à Oufa, respectivement. Les dirigeants politiques et militaires du pays ont été déportés presque entièrement, y compris 10 des 11 ministres et 68 des 120 membres du Parlement.
Le 14 juin 1941 et les deux jours suivants, de 9 254 à 10 861 personnes, pour la plupart des citadins, dont plus de 5 000 femmes et plus de 2 500 enfants de moins de 16 ans,,,, 439 Juifs (plus de 10% de la population juive estonienne) ont été déportés, principalement vers l'oblast de Kirov, l'oblast de Novossibirsk ou les prisons. Trois cents ont été abattus.
Seules 4 331 personnes sont rentrées en Estonie. 11 102 personnes devaient être expulsées d'Estonie selon l'ordonnance du 13 juin, mais certaines ont réussi à s'échapper. Des expulsions identiques ont été effectuées simultanément en Lettonie et en Lituanie. Quelques semaines plus tard, environ 1 000 personnes ont été arrêtées à Saaremaa en vue d’une expulsion qui fut empêchée lorsque l'Allemagne nazie lança une invasion à grande échelle de l'Union soviétique et qu'une partie considérable des prisonniers furent libérés par l'avancée des forces allemandes.
La première vague de déportation est toujours bien documentée car de nombreux témoins ont par la suite pu fuir à l'étranger pendant la Seconde Guerre mondiale. Les déportations postérieures à 1944 sont cependant beaucoup plus difficiles à documenter.
En juillet 1941, l'Estonie est conquise par l'Allemagne nazie, avant d'être expulsée par l'avancée des troupes soviétiques en 1944. Dès le retour des Soviétiques, les déportations reprennent. En août 1945, 407 personnes, la plupart d'entre elles d'origine allemande, sont transférées d'Estonie à l'oblast de Perm. 18 familles (51 personnes) sont transférées à l'oblast de Tioumen en octobre (51 personnes), 37 familles (87 personnes) en novembre et 37 autres familles (91 personnes) en décembre 1945, considérés comme « Traîtres ».

## Déportation de mars 1949
Au cours de la période de collectivisation dans les républiques baltes, le 29 janvier 1949, le Conseil des ministres publie le décret top secret « n ° 390–138ss » qui obligeait le ministère de la Sécurité d'État (MGB) à exiler les Koulaks et les ennemis du peuple des trois républiques baltes pour une durée indéterminée.
Au petit matin du 25 mars 1949 débute la deuxième grande vague de déportation des Républiques baltes, l'opération Priboï, menée par le MGB. Elle vise 30 000 personnes en Estonie, paysans compris. Le lieutenant-général Pyotr Burmak, commandant des troupes internes du MGB, est responsable de l'opération. En Estonie, les expulsions sont coordonnées par Boris Kumm (en), ministre de la Sécurité de la RSS d'Estonie, et le général de division Ivan Yermolin, représentant du MGB en Estonie. Plus de 8 000 personnes parviennent à s'échapper, mais 20 722 (soit 7 500 familles, plus de 2,5% de la population estonienne, dont la moitié sont des femmes, plus de 6 000 enfants de moins de 16 ans et 4 300 hommes) sont envoyées en trois jours en Sibérie. Un peu plus de 10% étaient des hommes en âge de travailler. Les expulsés comprenaient des personnes handicapées, des femmes enceintes, des nouveau-nés et des enfants séparés de leurs parents. La plus jeune déportée était Virve Eliste (1 jour), originaire de l'île de Hiiumaa et décédée un an plus tard en Sibérie ; la plus âgée était Maria Raagel, 95 ans. Neuf trains remplis sont dirigés vers l'oblast de Novossibirsk, six vers le kraï de Krasnoïarsk, deux vers l'oblast d'Omsk et deux vers l'oblast d'Irkoutsk.
Beaucoup ont péri, la plupart ne sont jamais rentrés chez eux. Cette deuxième vague de déportations à grande échelle visait à faciliter la collectivisation, mise en œuvre avec de grandes difficultés dans les républiques baltes. En conséquence, à la fin d'avril 1949, la moitié des agriculteurs individuels restants en Estonie avaient rejoint les kolkhozes,,.
De 1948 à 1950, un certain nombre de Finnois d'Ingrie ont également été expulsés de la RSS d'Estonie. La dernière campagne d'expulsion à grande échelle d'Estonie a eu lieu en 1951, lorsque des membres de groupes religieux interdits des pays baltes, de la Moldavie, de l'Ukraine occidentale et de la Biélorussie ont été soumis à une réinstallation forcée.

## Déportation continue
En dehors des grandes vagues, des individus et des familles ont été continuellement déportés à plus petite échelle depuis le début de la première occupation en 1940 jusqu'au « dégel » de Khrouchtchev de 1956, lorsque la déstalinisation conduisit l'Union soviétique à passer de sa tactique de terreur de répressions de masse à des répressions individuelles. Les déportations soviétiques ne se sont arrêtées que pendant trois ans en 1941-1944, lorsque l'Estonie fut occupée par l'Allemagne nazie.
L'expérience des Estoniens avec la première année d'occupation soviétique, qui comprenait la déportation de juin, a conduit à deux développements importants :
- Cela a motivé une grande vague de réfugiés à quitter l'Estonie, principalement par des navires au-dessus de la mer Baltique à la fin de 1944, après que la nouvelle du retrait de l'Allemagne nazie soit devenue publique. On sait qu'environ 70 000 personnes sont arrivées à destination ; un nombre inconnu a péri à cause des tempêtes d'automne et de la guerre navale[24].
- Cela a incité de nombreux Estoniens, auparavant plutôt sceptiques à l'idée de rejoindre l'armée allemande (entre janvier 1943 et février 1944, environ 4 000 personnes, majoritairement des hommes, dont plus de la moitié ont moins de 24 ans, c'est-à-dire mobilisables, ont fui en Finlande[25]) pour rejoindre les légions étrangères récemment créées de la Waffen-SS, pour toujours essayer de maintenir l'Armée rouge hors du sol estonien et ainsi éviter une nouvelle occupation soviétique. La tentative a échoué. Pour un exemple d'une telle légion étrangère ethnique, voir 20e division SS. Ce n'est qu'en 1956, pendant le dégel de Khrouchtchev, que certains déportés survivants furent autorisés à retourner en Estonie.

## Statut légal

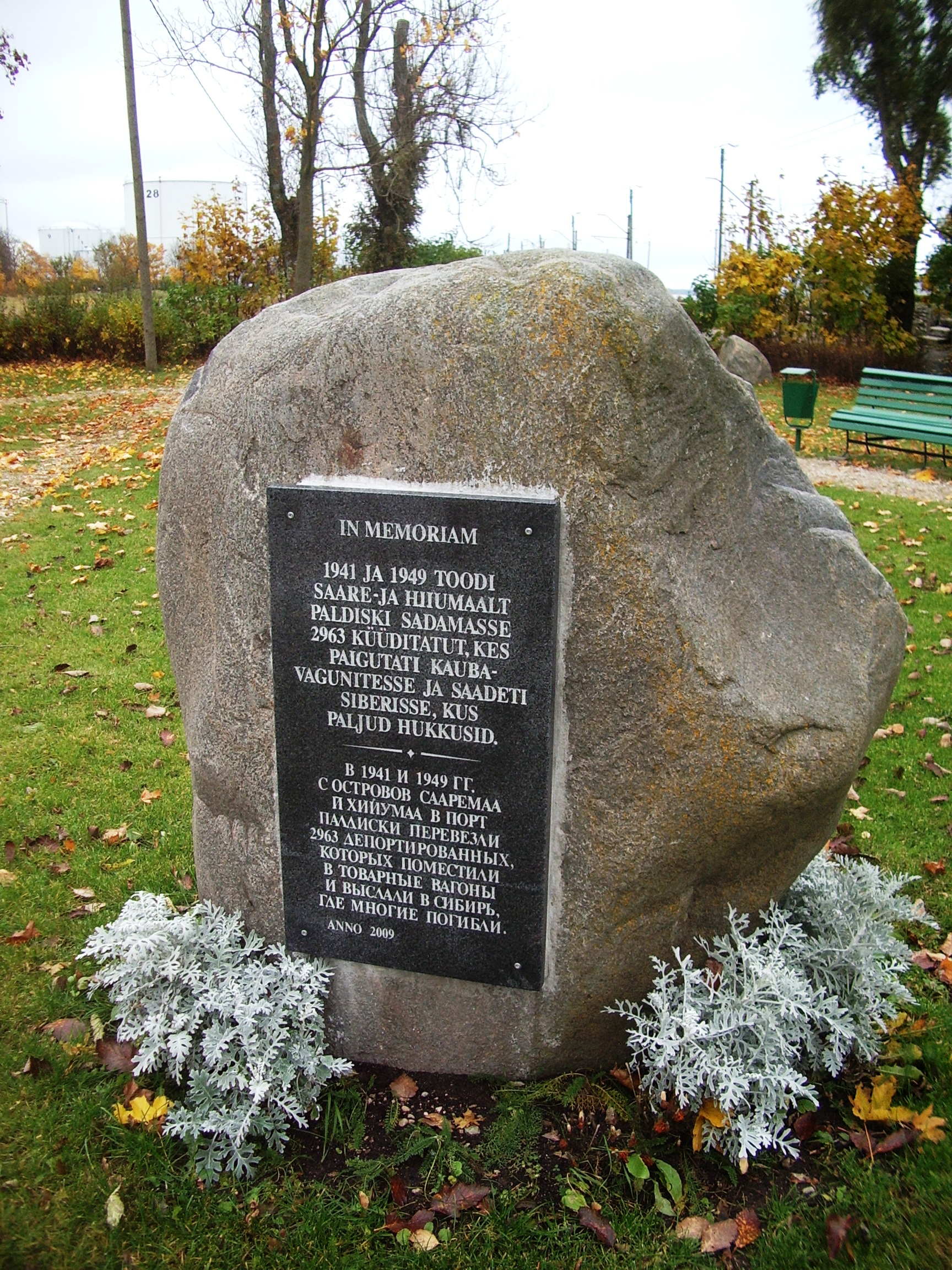
Mémorial pour les victimes des déportations de 1941 et 1949 à Paldiski.

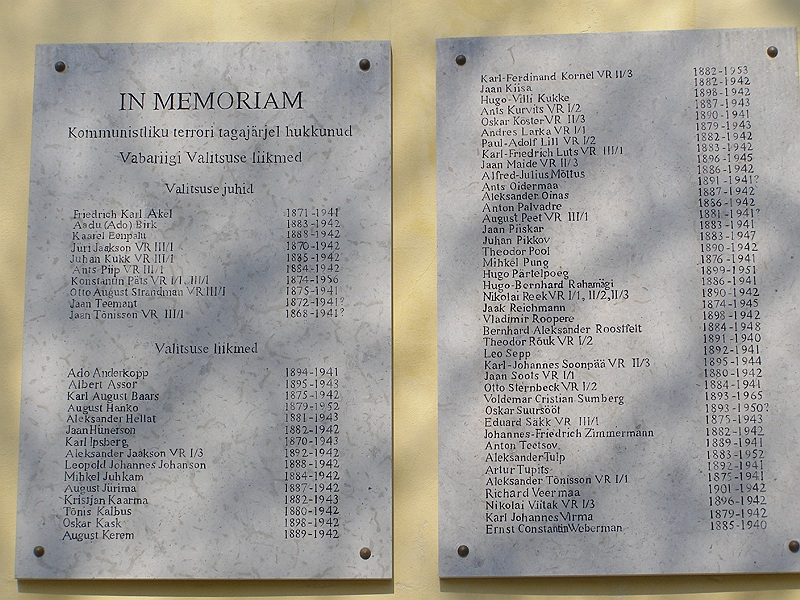
Plaque sur Stenbock House, le bâtiment du gouvernement de l'Estonie, Toompea, commémorant les membres du gouvernement tués par la terreur communiste.

Le 27 juillet 1950, des diplomates en exil d'Estonie, de Lettonie et de Lituanie ont appelé les États-Unis à soutenir une enquête des Nations Unies sur les « déportations massives génocidaires » qui, selon eux, étaient menées dans leur pays par l'Union soviétique.

### Reconnaissance soviétique des déportations de Staline
La déportation des peuples par Staline a été critiquée dans une section fermée du rapport de Nikita Khrouchtchev de 1956 lors du 20e Congrès du Parti communiste de l'Union soviétique comme des « actes monstrueux » et des « violations grossières des principes léninistes de base de la politique de nationalité de l'État soviétique».
Le 14 novembre 1989, le Soviet suprême de l'URSS accepta la déclaration « Sur la reconnaissance comme illégales et criminelles des actes répressifs contre les peuples soumis à une réinstallation forcée et sur la garantie de leurs droits », dans lequel il condamna la déportation des peuples par Staline comme un crime terrible, garantit que de telles violations des droits de l'homme ne se répéteront pas tout en promettant de restaurer les droits des peuples soviétiques réprimés.

### Procès et condamnations
En 1995, après le rétablissement de l'indépendance de l'Estonie, le Riigikogu, le parlement de l'Estonie indépendante, déclara les expulsions officiellement comme un crime contre l'humanité, et quelques auteurs des déportations de 1949, anciens officiers du MGB, furent jugés et condamnés selon l'article 61-1 § 1 du code pénal depuis lors,,, Une note de la BBC d'avril 2009 montre que les allégations de génocide de l'Estonie ne sont pas largement acceptées.
- Johannes Klaassepp (1921–2010), Vladimir Loginov (1924–2001)[34] et Vasily Beskov[35] ont été condamnés à huit ans de probation en 1999.
- Le 30 juillet 1999, Mikhail Neverovsky (né en 1920) a été condamné à quatre ans de prison.
- Le 10 octobre 2003, August Kolk (né en 1924) et Pyotr Kisly (né en 1921) ont été condamnés à huit ans de prison avec trois ans de probation. Les affaires ont été portées devant la Cour européenne des droits de l'homme, les accusés alléguant que la condamnation était contraire à l'interdiction de l'application rétroactive des lois pénales, mais le 17 janvier 2006, la requête a été déclarée « manifestement sans fondement[36] ».
- Le 30 octobre 2002, Yury Karpov a été condamné à huit ans de prison avec sursis.
- Le 7 novembre 2006, Vladimir Kask a été condamné à huit ans de prison avec trois ans de probation. Arnold Meri était jugé pour sa participation aux expulsions mais est décédé en avril 2009 avant la fin du procès. Les charges retenues contre Nikolai Zerebtsovi ont été abandonnées[33].

### Le point de vue de la Russie
La fédération de Russie, seul État successeur légal de l'Union soviétique, n'a jamais reconnu les expulsions comme un crime et n'a à ce jour versé aucune indemnité aux victimes des déportations,. Moscou critiqua les poursuites de la Baltique, les qualifiant de vengeance et non de justice, et s'est plaint au sujet de l'âge des criminels.
En mars 2009, l'ONG russe Memorial conclut que les expulsions étaient un crime contre l'humanité, tout en refusant le terme de génocide ou crimes de guerre. De l'avis de Memorial, l'interprétation des événements de 1949 comme génocide n'est pas fondée sur le droit international et est dénuée de fondement.

## Comité d'enquête
La Commission internationale estonienne d’enquête sur les crimes contre l’humanité est créée par le président Lennart Meri, lui-même survivant de la déportation de 1941, en octobre 1998, pour enquêter sur les crimes contre l’humanité commis en Estonie ou contre des citoyens estoniens pendant la période soviétique et l'occupation nazie. La commission tient sa première session à Tallinn en janvier 1999. Le diplomate finlandais Max Jakobson est nommé à la présidence de la commission. À des fins de neutralité, il n'existe aucun citoyens estoniens parmi ses membres.

## Parlement européen
Le Parlement européen publia une résolution condamnant les crimes contre l'humanité commis par tous les régimes totalitaires et autoritaires le 2 avril 2009. Cela inclut les expulsions soviétiques d'Estonie, que la Cour européenne des droits de l'homme considéra comme des crimes contre l'humanité . Le Parlement appela à la proclamation du 23 août comme jour du souvenir à l'échelle européenne pour les victimes de tous les régimes totalitaires et autoritaires.